# Mihály Mayer
Mihály Mayer (ur. 27 grudnia 1933 w Budapeszcie, zm. 4 września 2000 tamże) – węgierski piłkarz wodny i trener. Wielokrotny medalista olimpijski.
Na igrzyskach startował cztery razy (1956-1968) i za każdym razem z drużyną waterpolistów sięgał po medale, w tym dwa złote. Dwukrotnie był mistrzem Europy (1958 i 1962). Był mistrzem Węgier.
W latach 1980–1982 był trenerem reprezentacji Węgier.